# Omar Catarí
Omar Catarí Peraza, född den 25 april 1964 i Barquisimeto, Venezuela, är en venezuelansk boxare som tog OS-brons i fjäderviktsboxning 1984 i Los Angeles. I finalen förlorade han mot Meldrick Taylor från USA med 0-5.